# Aumônière

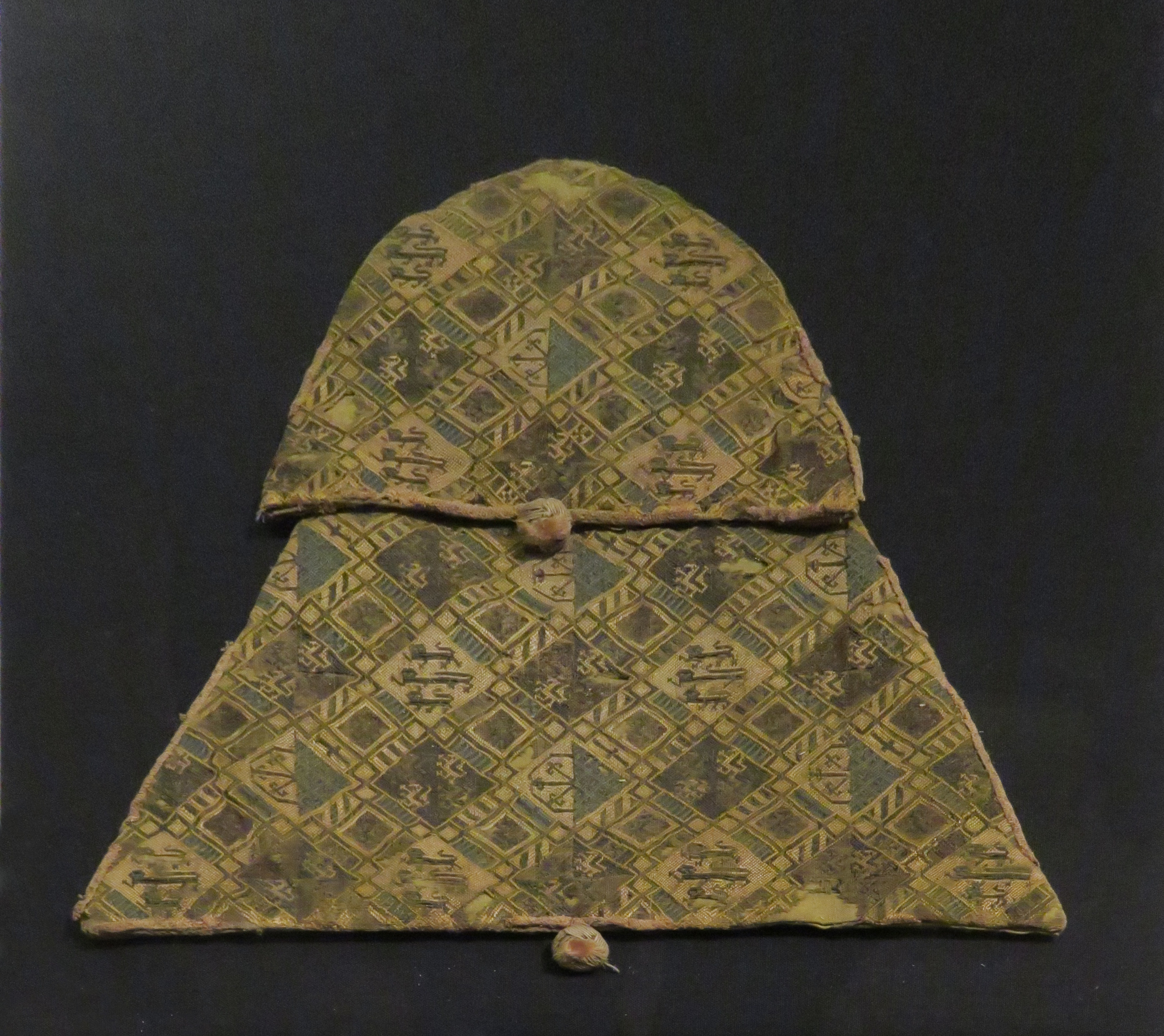
Aumonière médiévale à motifs héraldiques.

Une aumônière est, à l'origine, une forme de bourse portée à la ceinture et contenant l'argent destiné à l'aumône. Par extension, c'est aussi le nom d'une spécialité gastronomique.
Des aumônières montées sur des poignées ou sur un long manche en bois sont toujours en usage dans les églises protestantes pour la quête du dimanche.

## Étymologie
L'aumônière, aumosnière, aumoisnière ou aloière, tire son nom de l'aumône à laquelle était destiné l'argent qui y était placé. Le nom est également donné au buffet ou coffre de l'époque médiévale dans lequel étaient serrées les provisions réservées aux nécessiteux. Le terme est traduit en anglais par alms purse ou  almoner pouch pour la bourse et par chaplain ou almoner pour l'équivalent féminin de l'aumônier. L'adjectif « aumonière » qualifie une personne ou un comportement de nature à « faire l'aumône »

## Accessoire vestimentaire

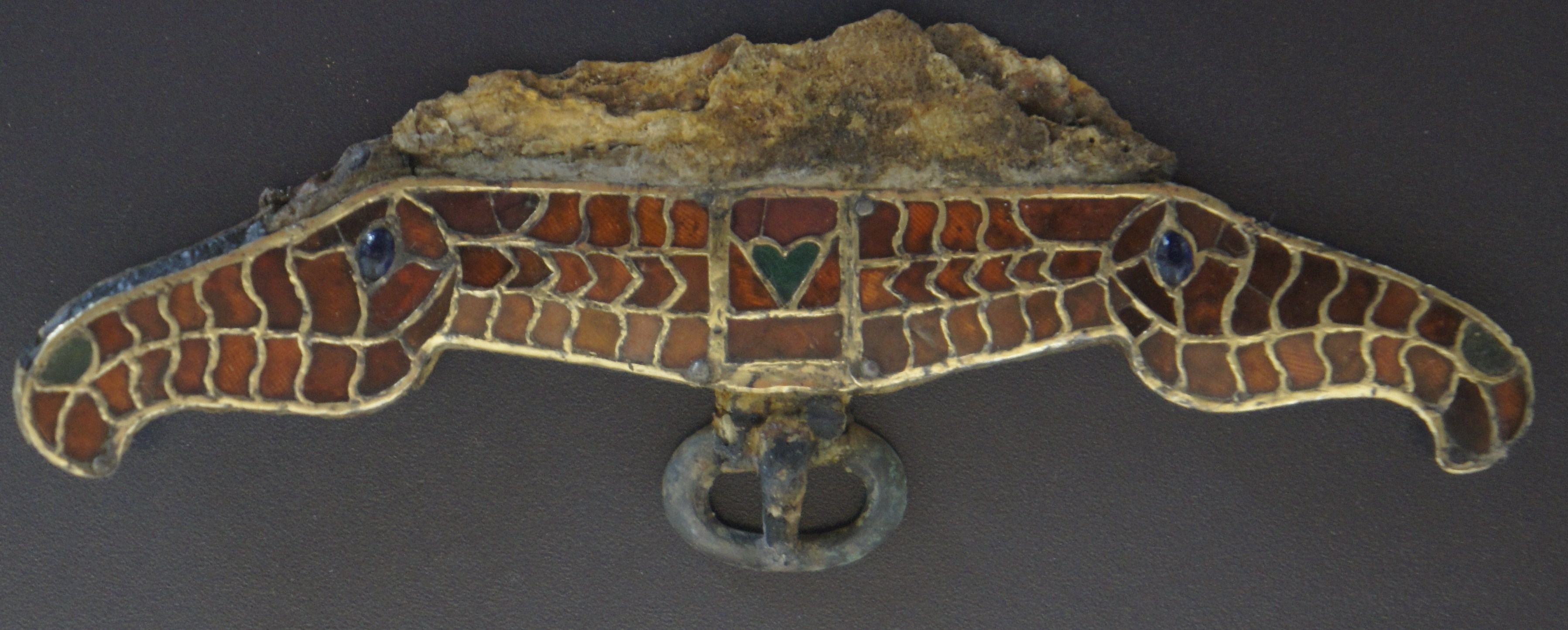
Fermoir d'aumônière, or, argent, grenat, verre et lapis-lazulis (Trésor de Saint-Dizier, tombe 13, musée municipal de Saint-Dizier).

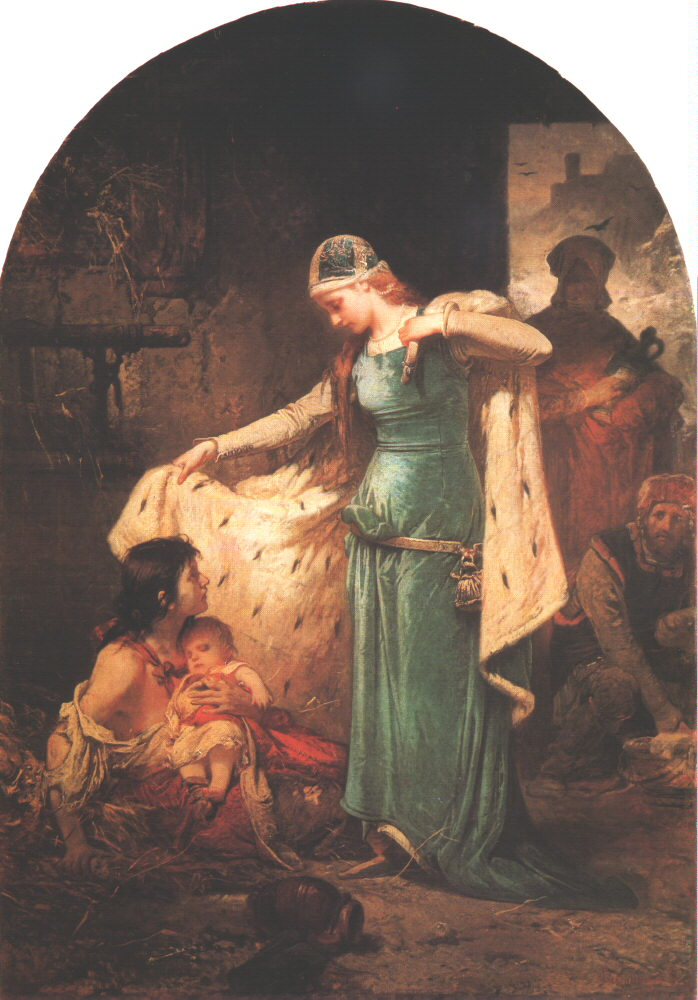
L'aumônière est l'un des attributs d'Élisabeth de Hongrie (1882, Sándor Liezen-Mayer, Galerie nationale hongroise).

Jusqu'à l'apparition en Grèce, sous Pheidon roi d'Argos, et à Rome, vers le VIe siècle avant notre ère, de la monnaie frappée par l'État, les transactions s'opèrent à l'aide de pépites, de poudres, de lingots, d'anneaux d'or, d'argent ou de cuivre. Leur transport nécessite l'utilisation d'un sac que l'on porte sur soi en l'absence de poches aux vêtements jusqu'à la fin du XVIe siècle. Le sac est d'abord sans ornement et de relativement grande taille parce qu'il doit contenir d'autres objets du quotidien comme des clefs, des bijoux, des remèdes. En cuir de cerf, de cheval, de mouton, de bœuf ou de truie, en peaux garnies de leurs poils, c'est un complément indispensable du vêtement, il est porté pendu à la ceinture par un cordon et peut faire parfois le bonheur des coupeurs de bourses.
Au début du Moyen Âge, l'aumônière se distingue de ces bourses rudimentaires. C'est un sac plat, porté à la ceinture par les hommes et les femmes, fermé par le tirage de deux cordons ou par un rabat semblable à celui d'une gibecière, qui ne contient plus que la monnaie destinée aux aumônes. L'aumônière est en étoffes richement décorées, souvent de velours brodé d'or et orné de perles, de pierres précieuses ou de broderies. Au XIIIe siècle, elle n'est plus exclusivement réservée à l'aumône, elle est alors brodée de scènes galantes. En 1299, les fabricants d'aumônières sarrazinoises, qui diffèrent par leur ornementation héritée des croisades, forment une puissante corporation, essentiellement féminine, régie par le règlement établi par le prévôt de Paris, Étienne Boileau, et consigné dans le Livre des métiers,.
L'aumônière est mentionnée dans les romans courtois comme un objet de luxe réalisé dans des matériaux précieux. Souvent offerte en gage d'amour, elle est suspendue au cou et placée sous les vêtements, parfois à même la peau, ou au contraire portée à la ceinture, sur la cotte, non plus cachée mais affichée de manière ostentatoire comme marqueur social. Elle se distingue de la bourse qui est décrite comme un objet utilitaire ou, teintée d'érotisme et de luxure, pour évoquer les frasques des manants. Outre sa dimension religieuse associée à la charité chrétienne de l'aumône ou à son rôle de reliquaire pour les objets ramenés par les pèlerins, l'aumônière revêt une forte dimension sociale et symbolique liée à l'aristocratie. À la même époque, les moines portent, accrochés à leur ceinture, de petits livres dénommés livres de ceinture dont la reliure, contenant et retenant l'objet, est appelée par analogie « reliure en aumônière ».
Au XVe siècle, les dames offrent en cadeau des aumônières qu'elles brodent elles-mêmes. La fermeture des sacs est souvent complétée par des fermoirs de métal précieux ciselé, d'or ou d'argent, ajourés et ornés d'armoiries. Ils prennent alors le nom d'escarcelles. L'usage de ces bourses n'est abandonné qu'à la fin du XVIe siècle avec l'apparition des goussets et des poches aux vêtements. Leur forme se retrouve cependant dans celle des ridicules du XIXe siècle. Au XXe siècle on trouve encore l'aumônière en usage, dans son sens premier, transporter le sou pour la quête, dans le costume des premières communiantes.
- Série d'aumônières des XIIIe et XIVe siècles

Série d'aumônières des
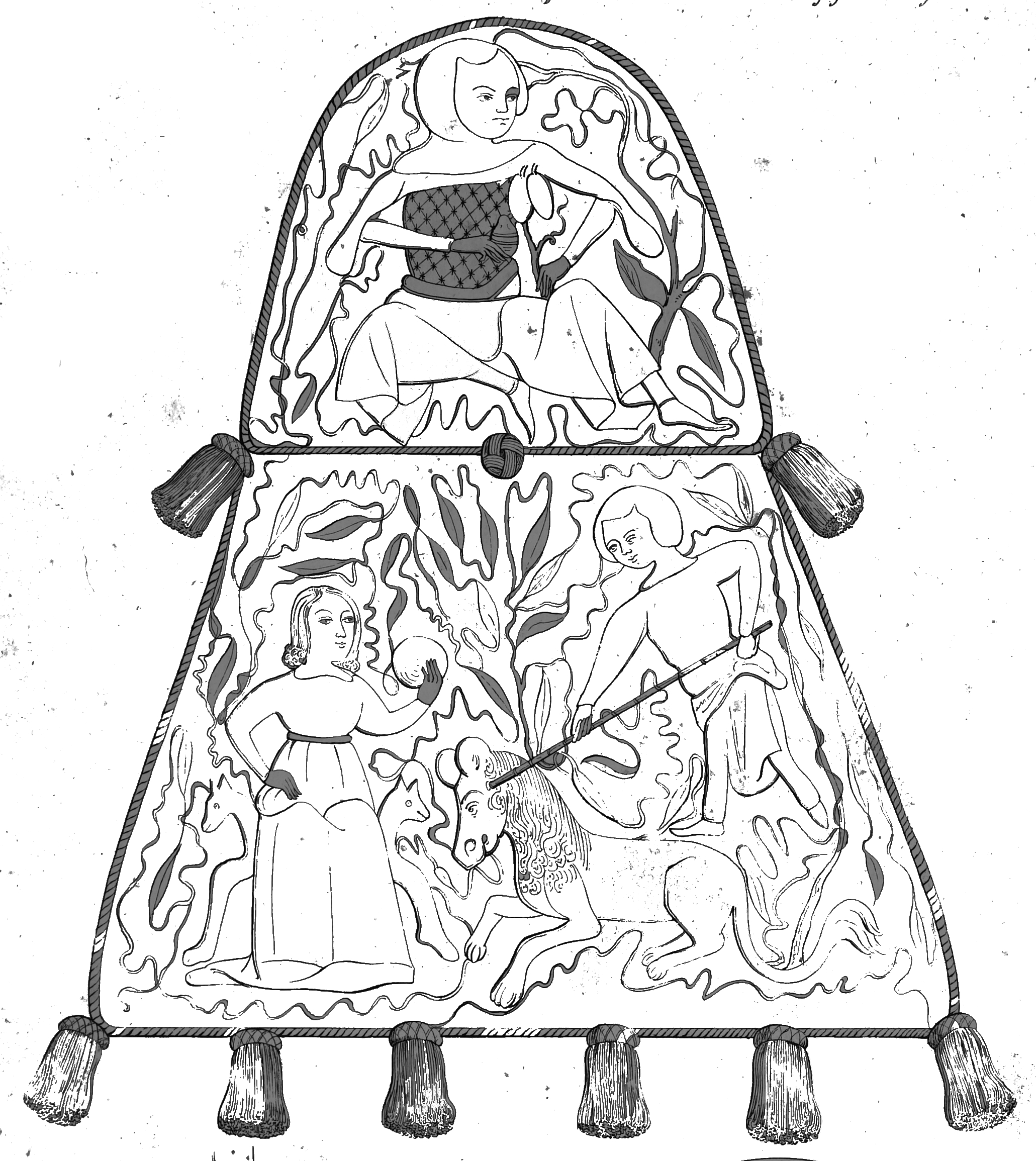
Dessin de l'aumônière d'«Henri le Large »[11],[12].
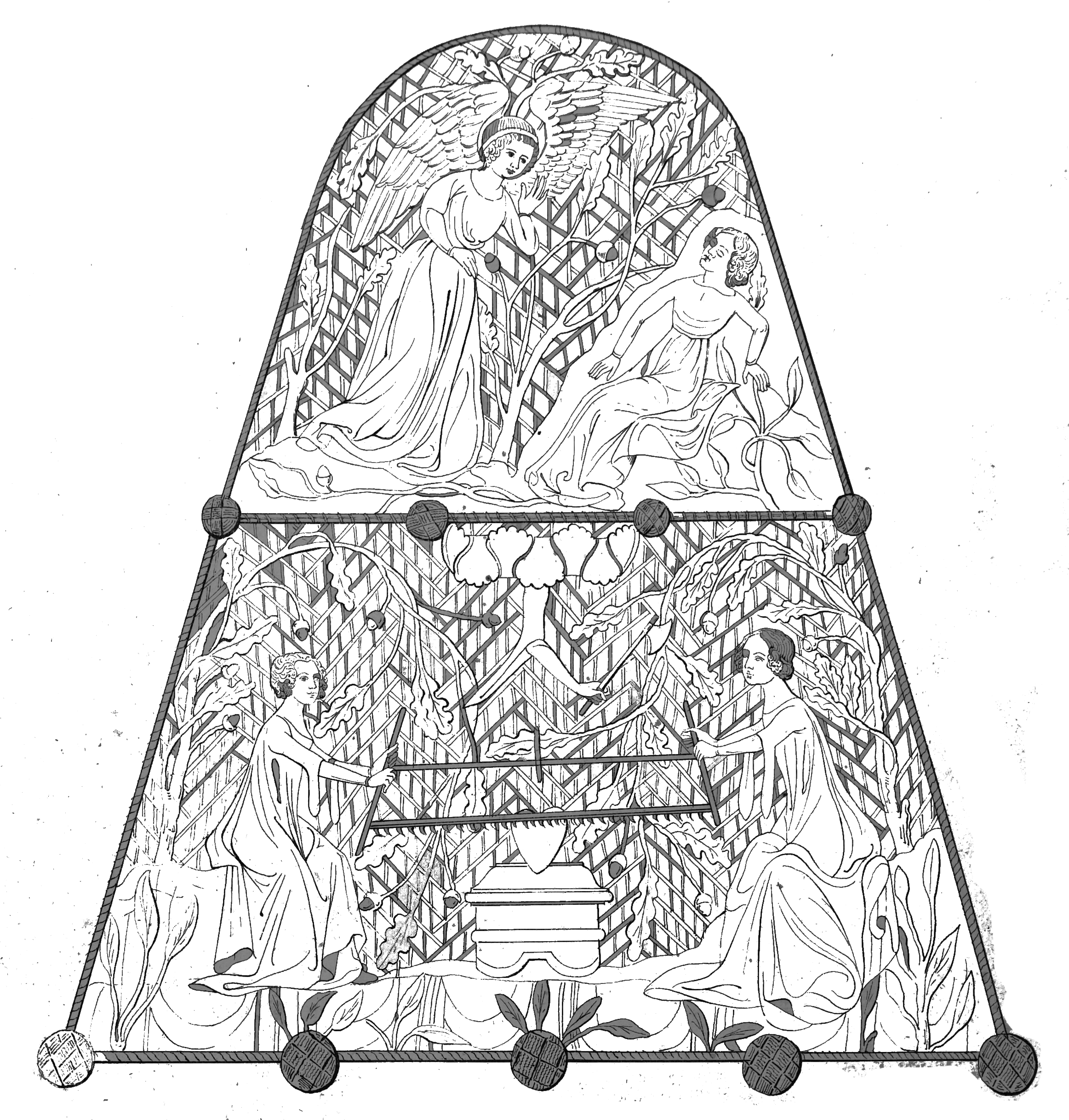
Dessin de l'aumônière de Thibaut IV « le Chansonnier »[11],[12].
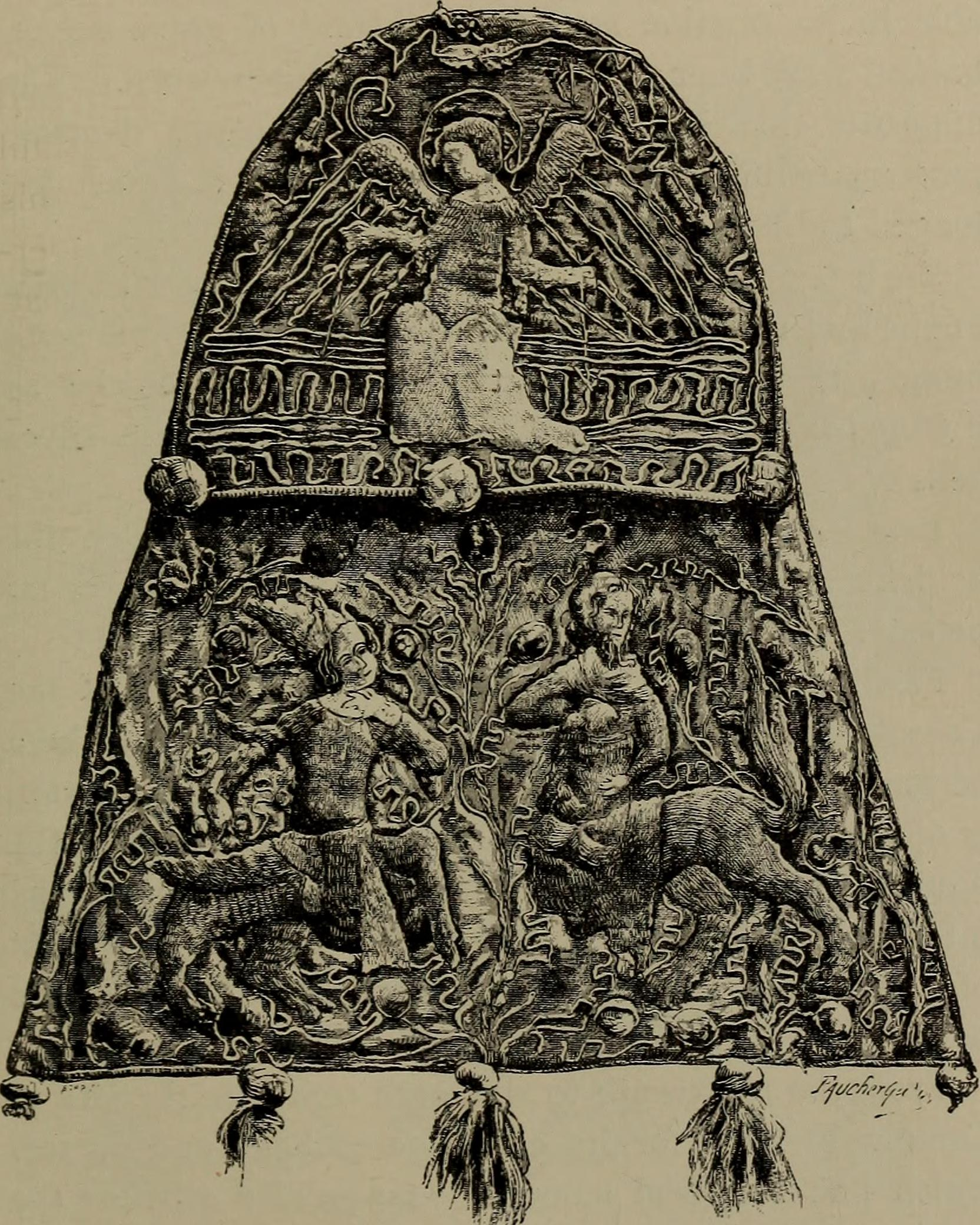
Aumônière du XIIIe siècle (collection Delaharche)[12].
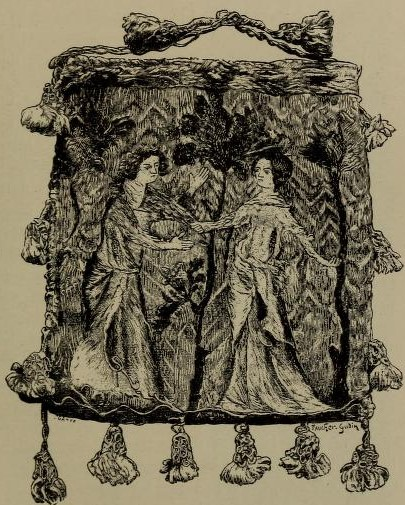
Aumônière du XIVe siècle (collection Bonnaffé)[12].

Série d'aumônières du XIVe siècle (Metropolitean Museum of Art, New York)
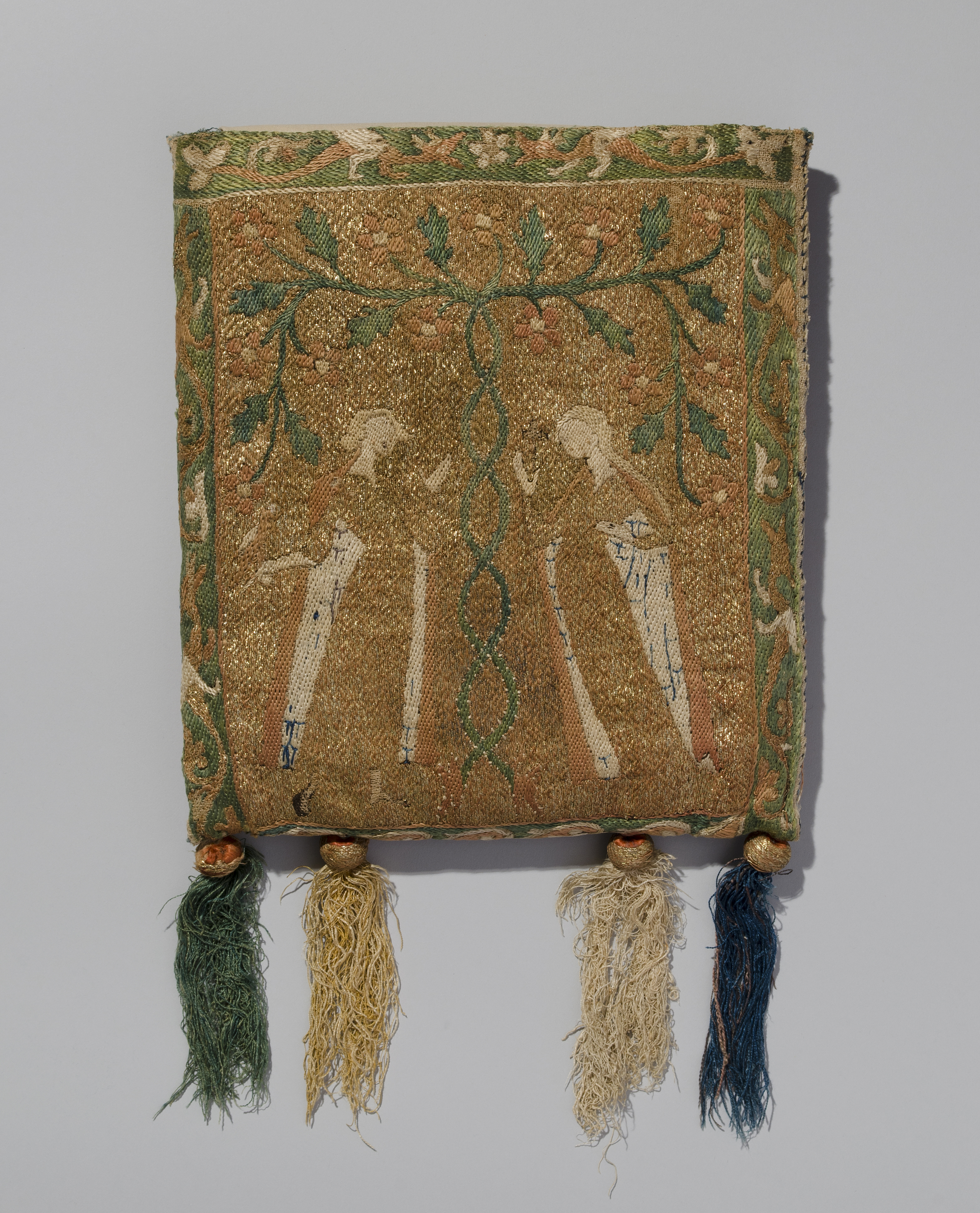
Aumônière (collection Forel)[13].
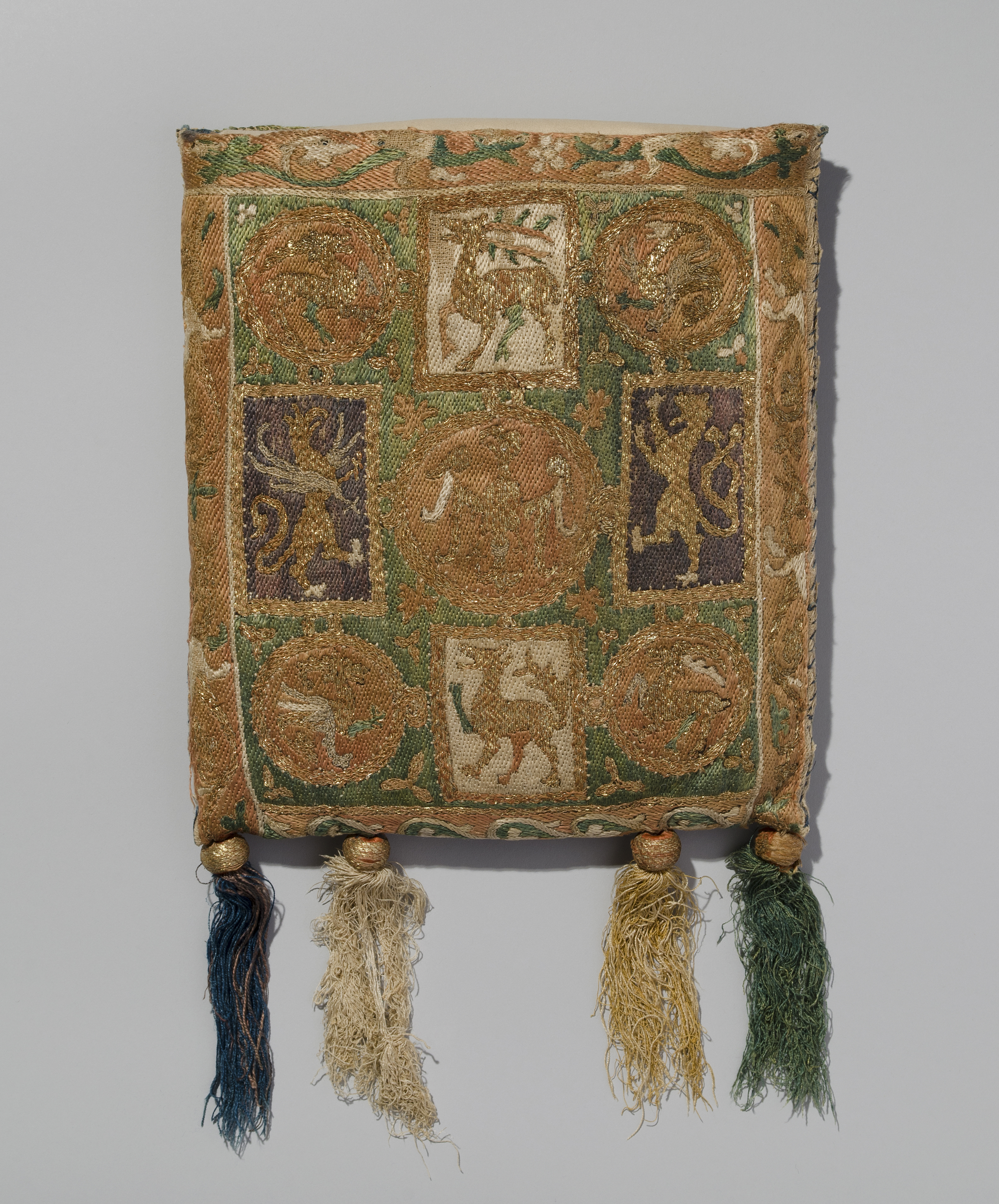

- [13]
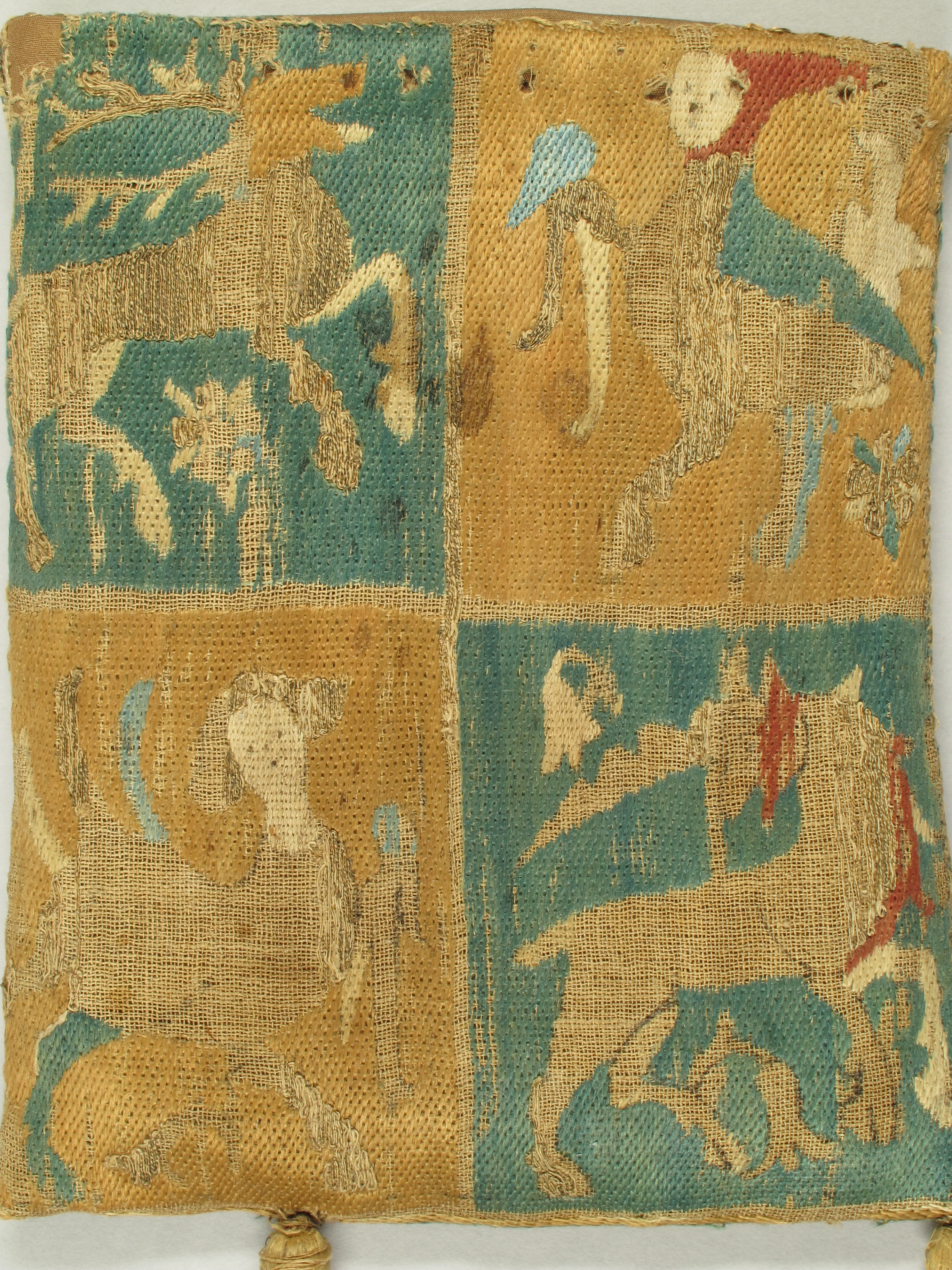
Aumônière avec deux personnages sous un arbre[14].
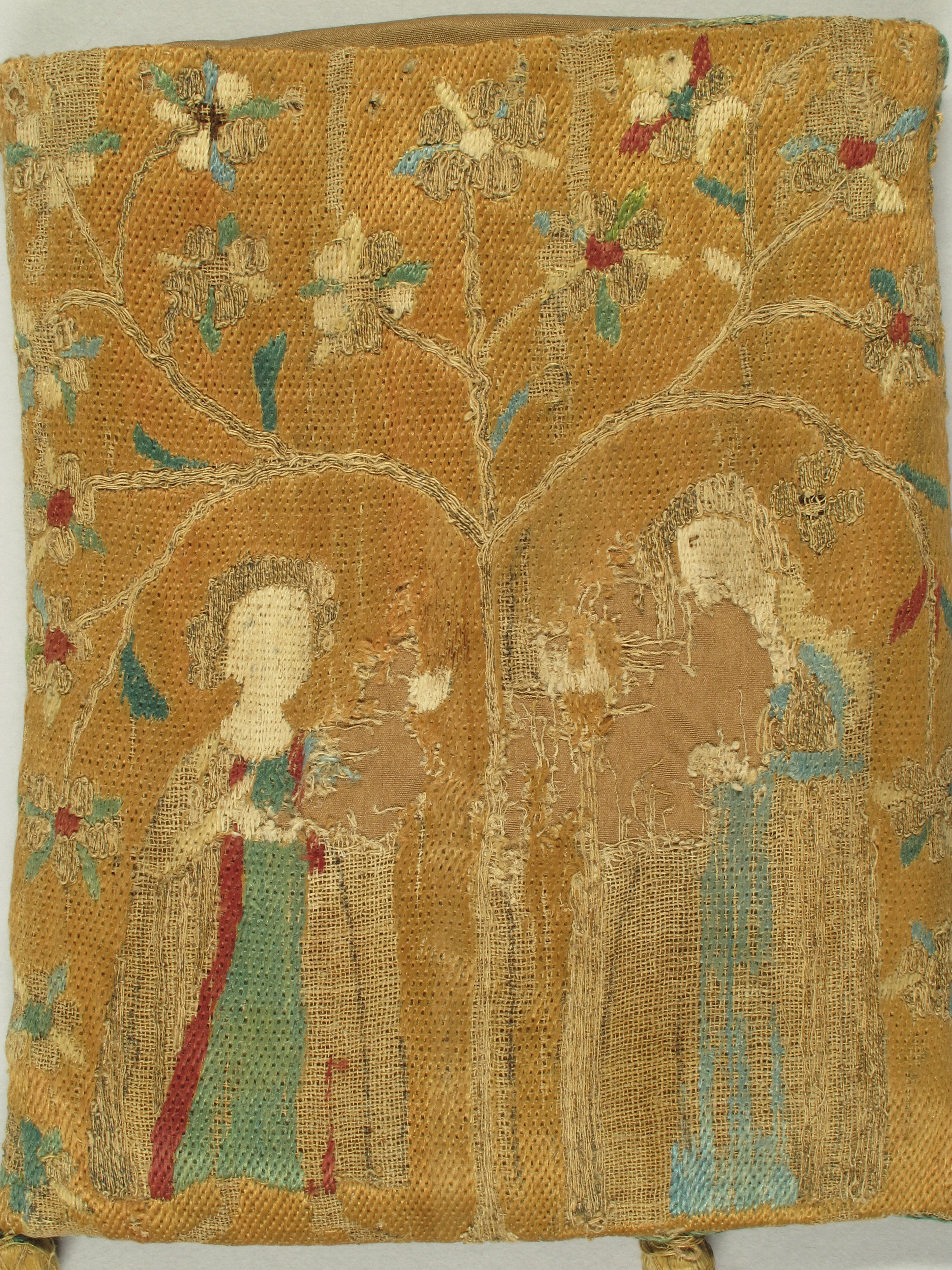
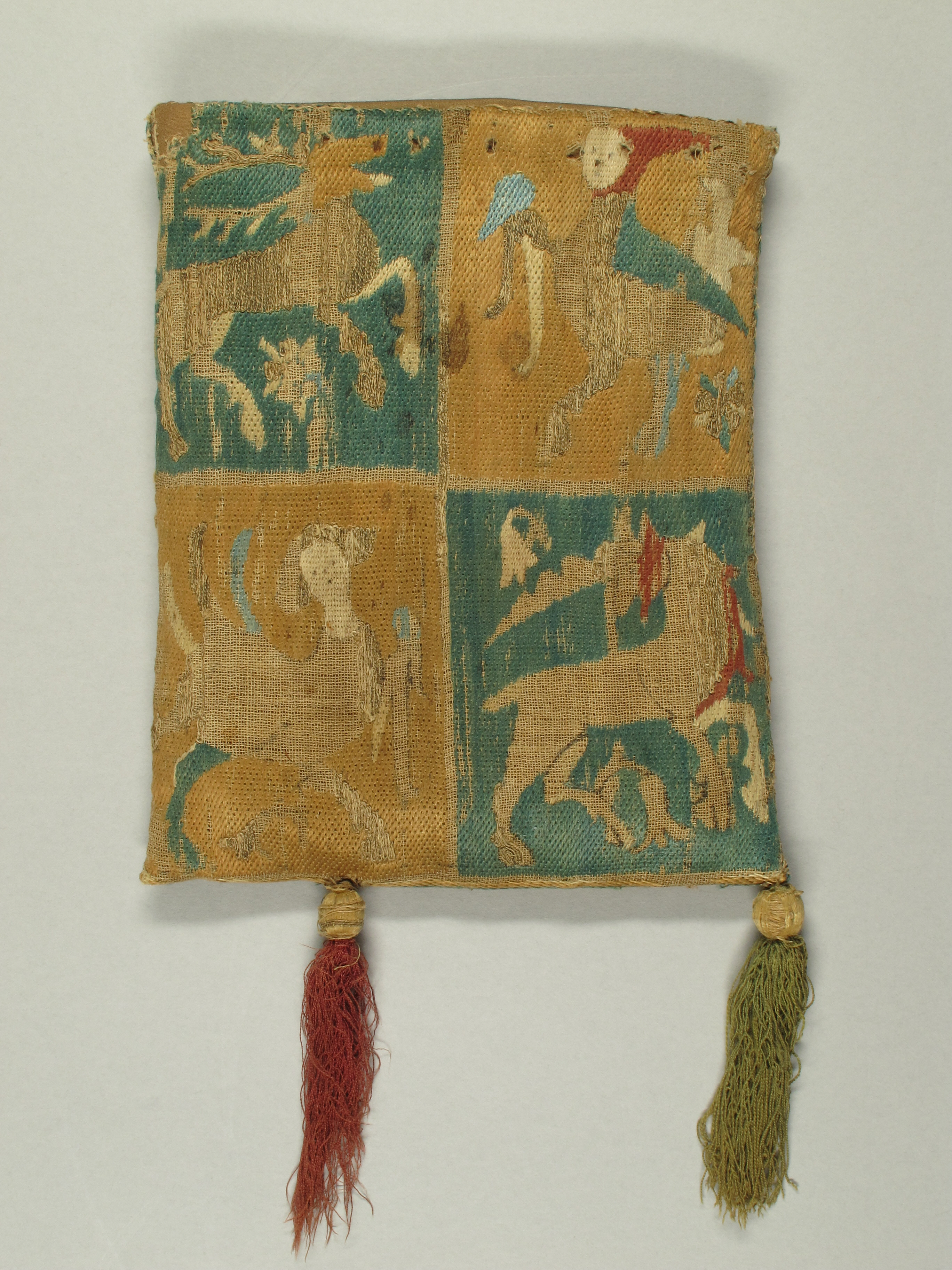
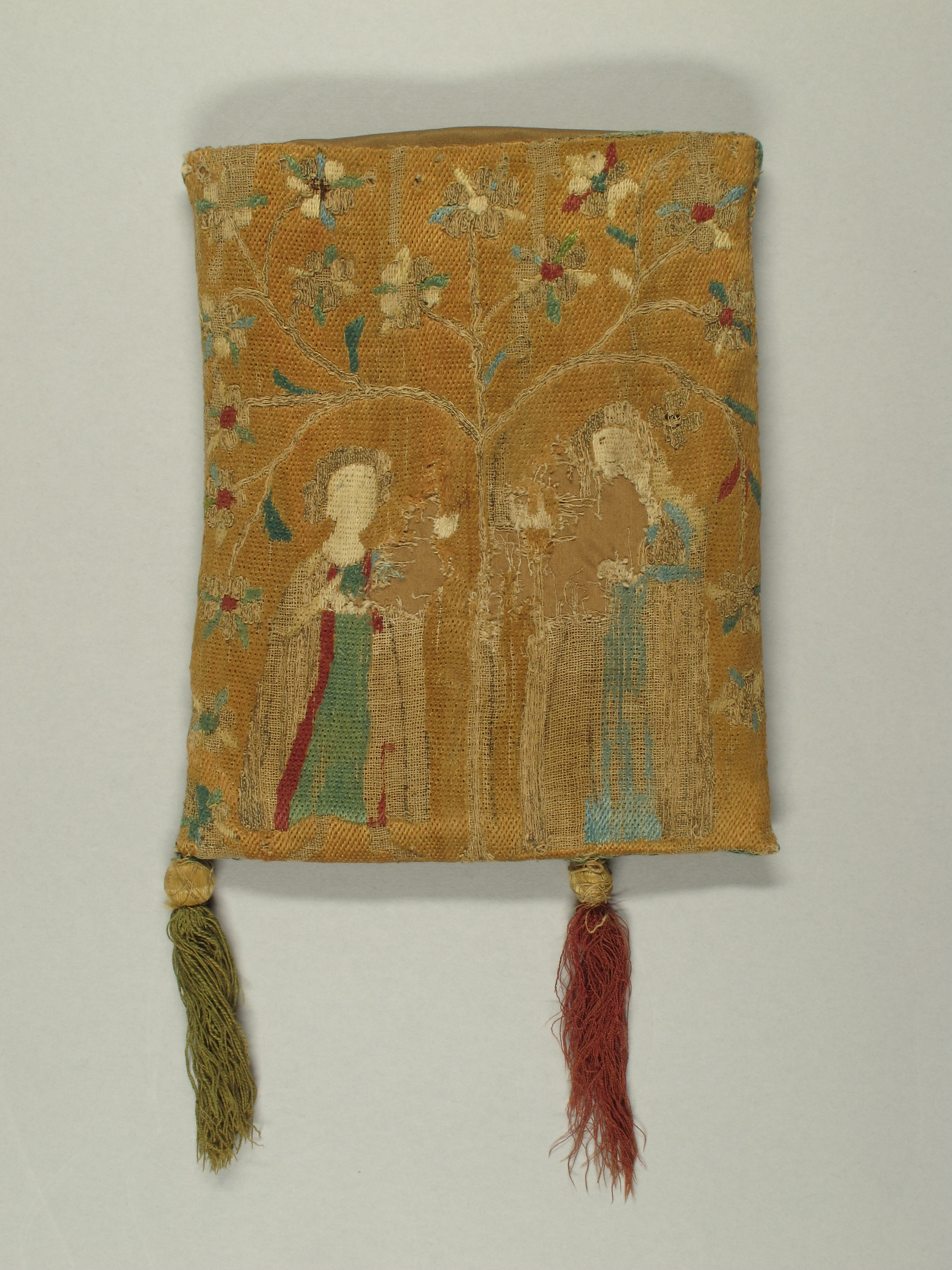

- [14]
- [14]
- [14]

Aumônières dans la sculpture
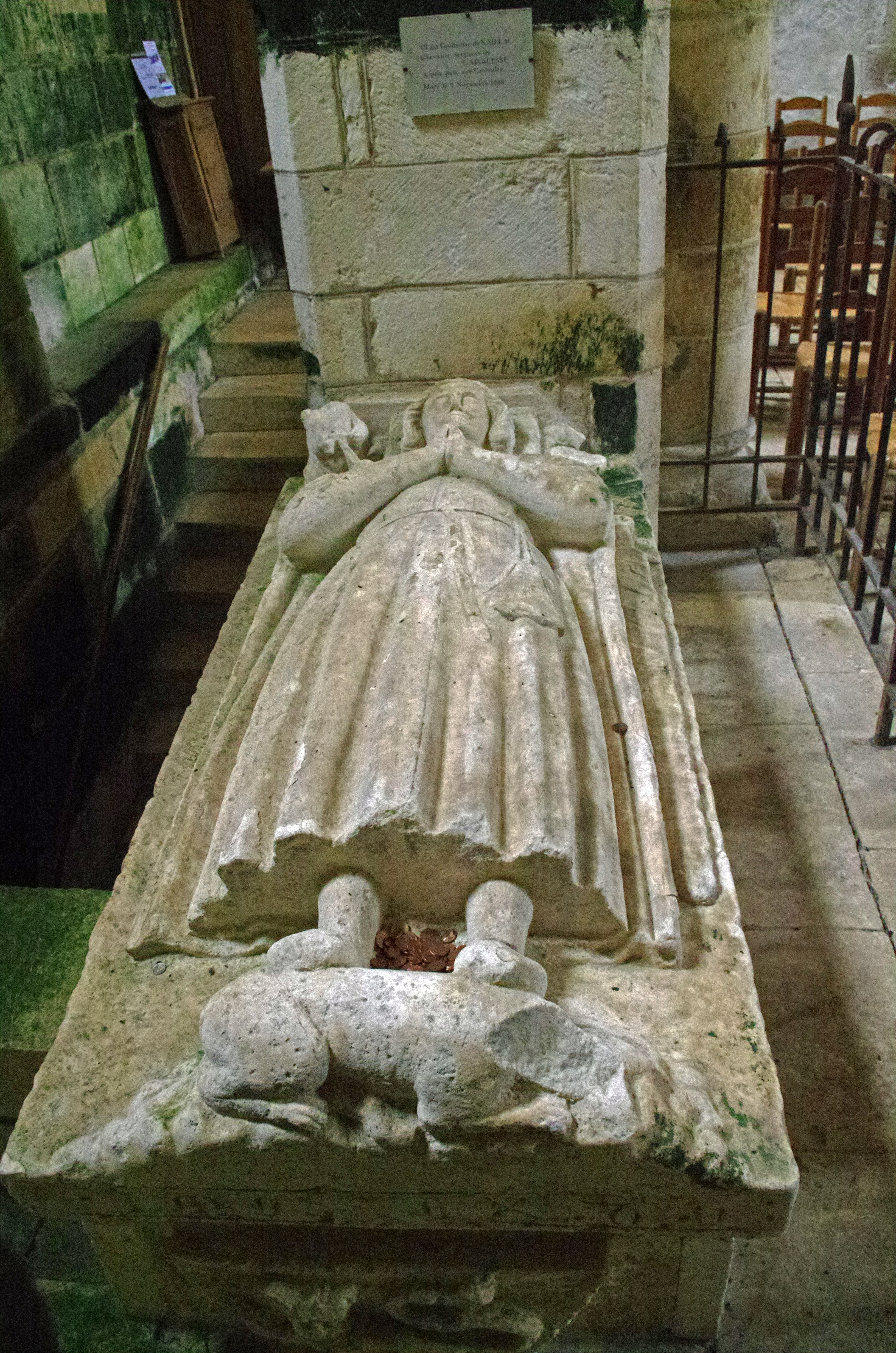
Gisant de Guillaume de Naillac, église Saint-Laurent-et-Notre-Dame de Gargilesse-Dampierre.
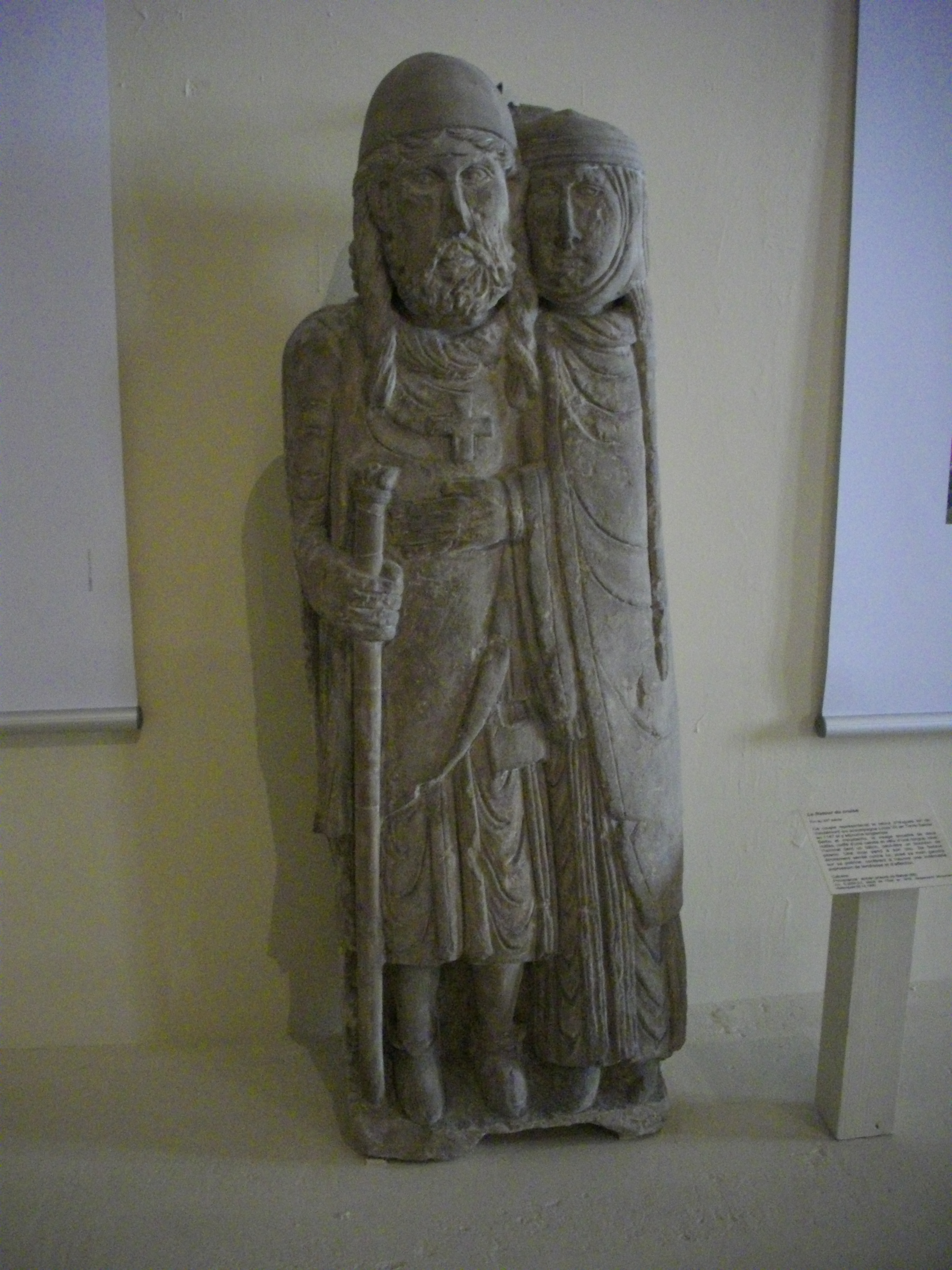
Statue d'Hugues Ier de Vaudémont, musée lorrain de Nancy.
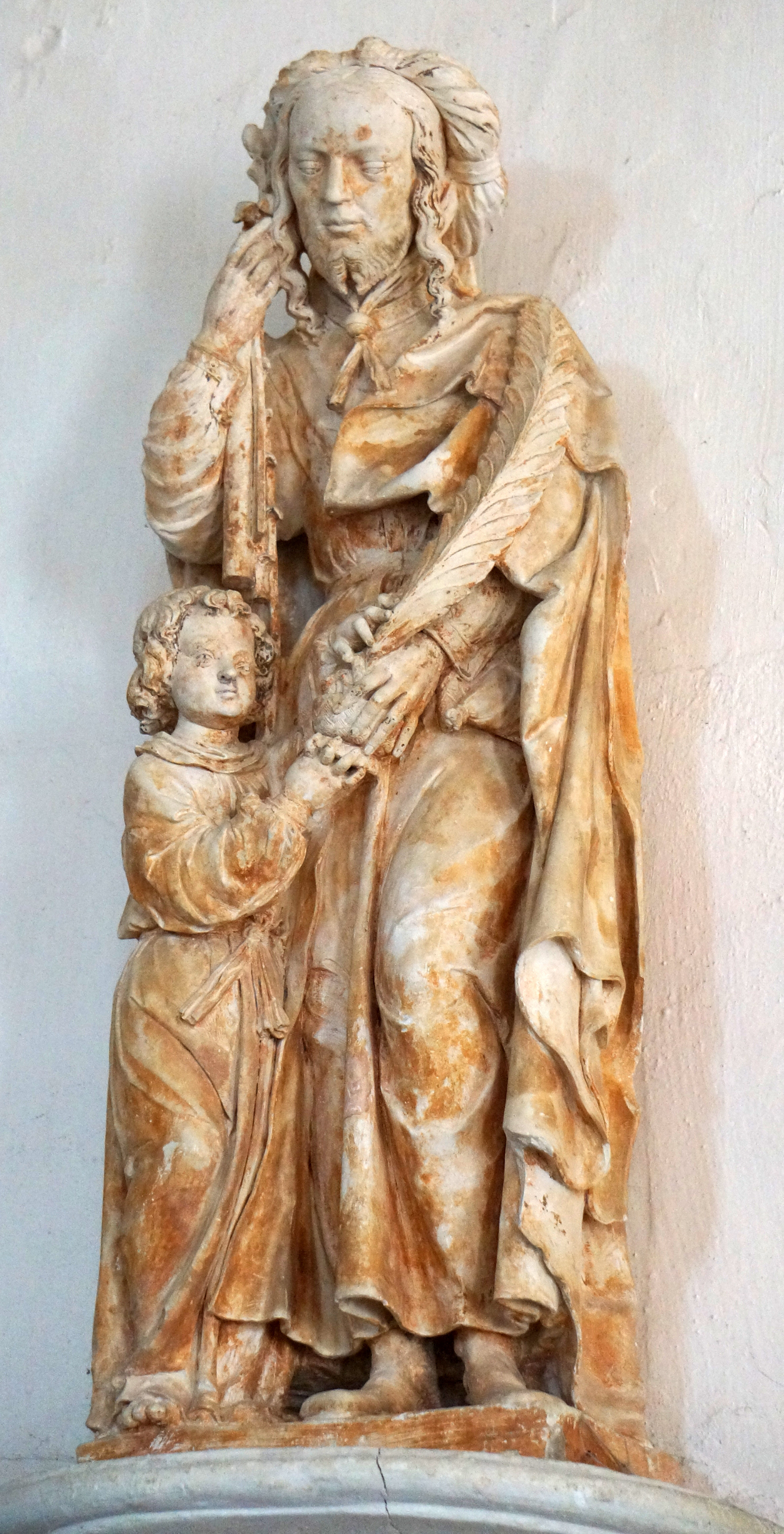
Statue de Joseph et Jésus, église Saint-Pierre de l'Isle-Aumont.
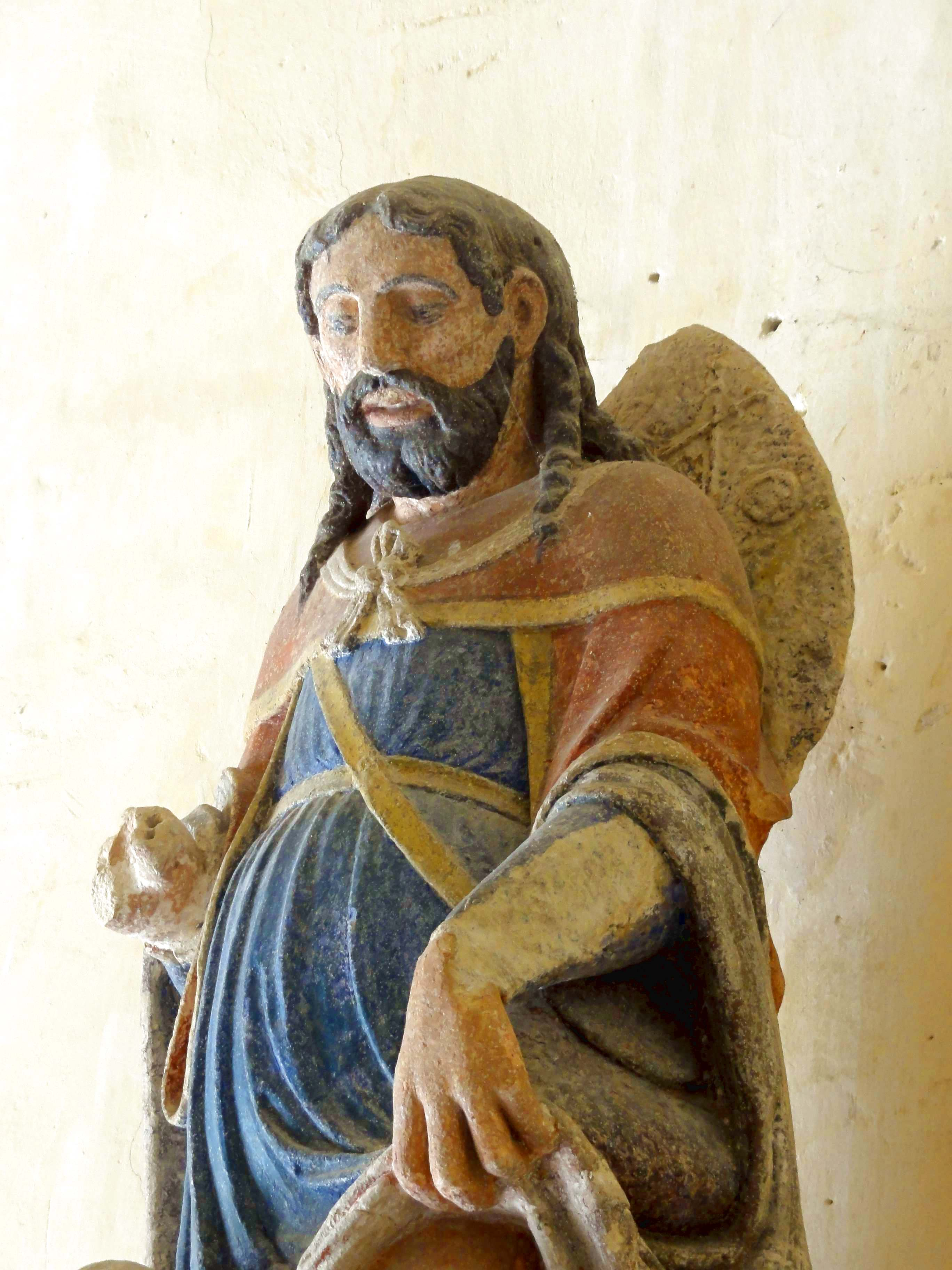
Détail de la statue de saint Roch, église Saint-Martin d'Omerville.
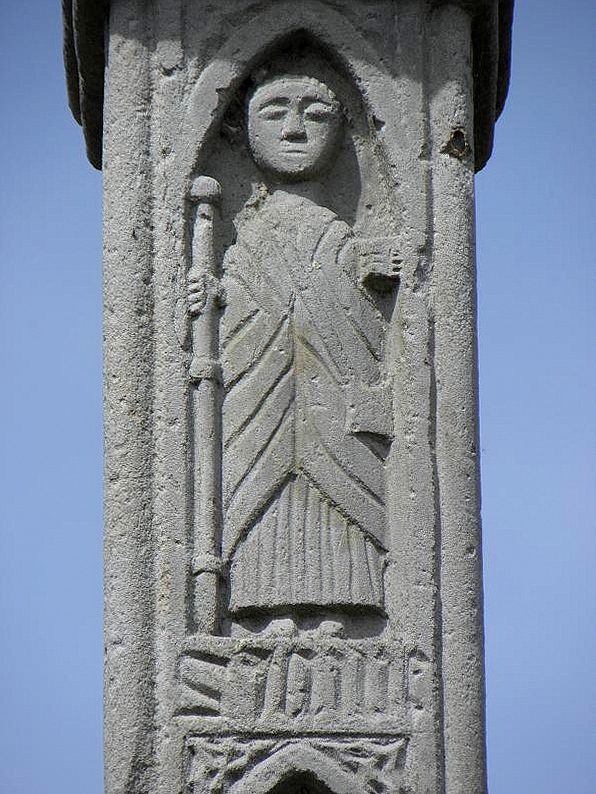
Bas relief représentant saint Jacques le Majeur, détail de la croix de cimetière de Pléchâtel.
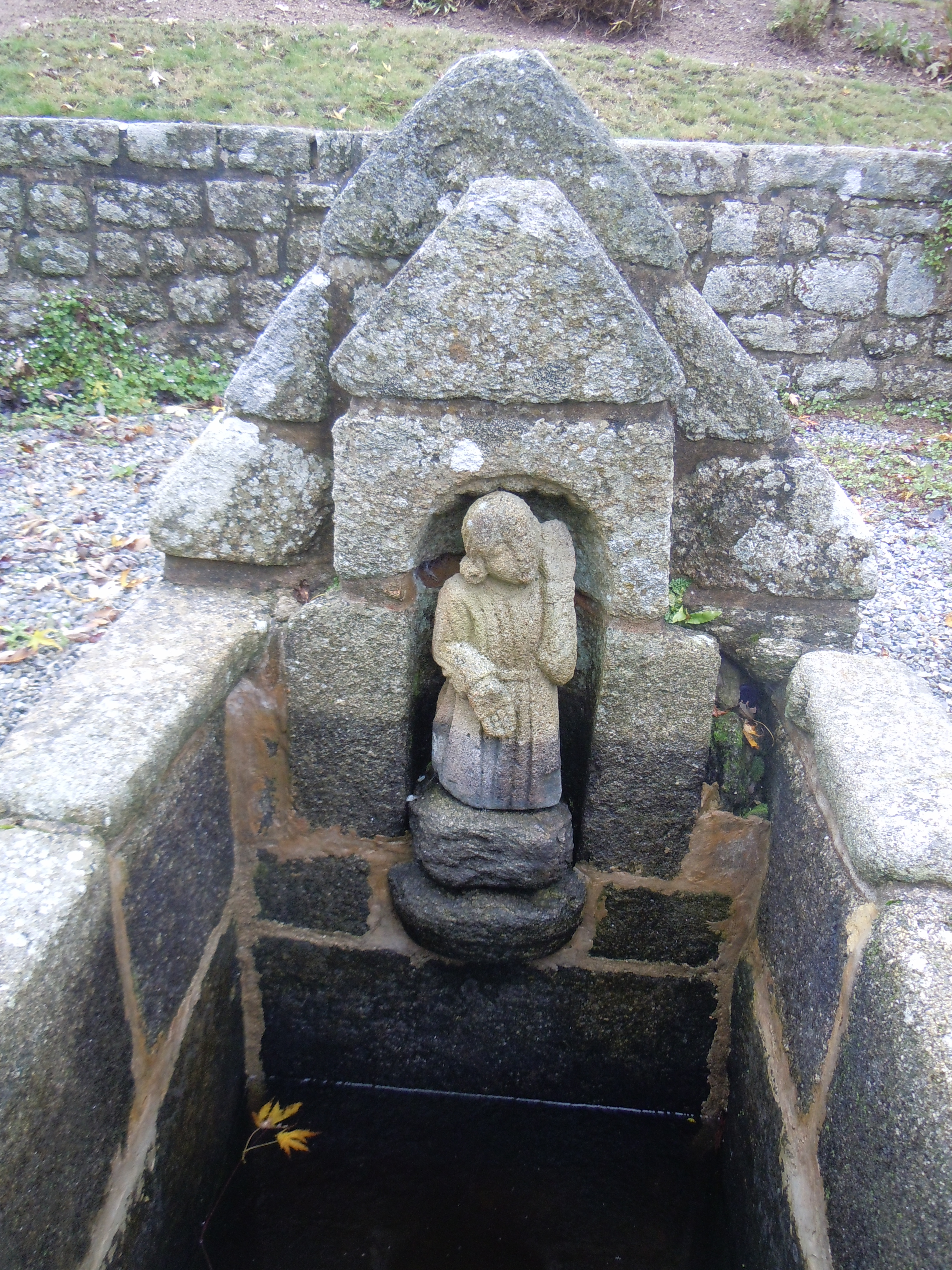
Statue de saint Diboen, niche de la fontaine de dévotion de Bonigeard à Meslan.

Aumônières dans la peinture
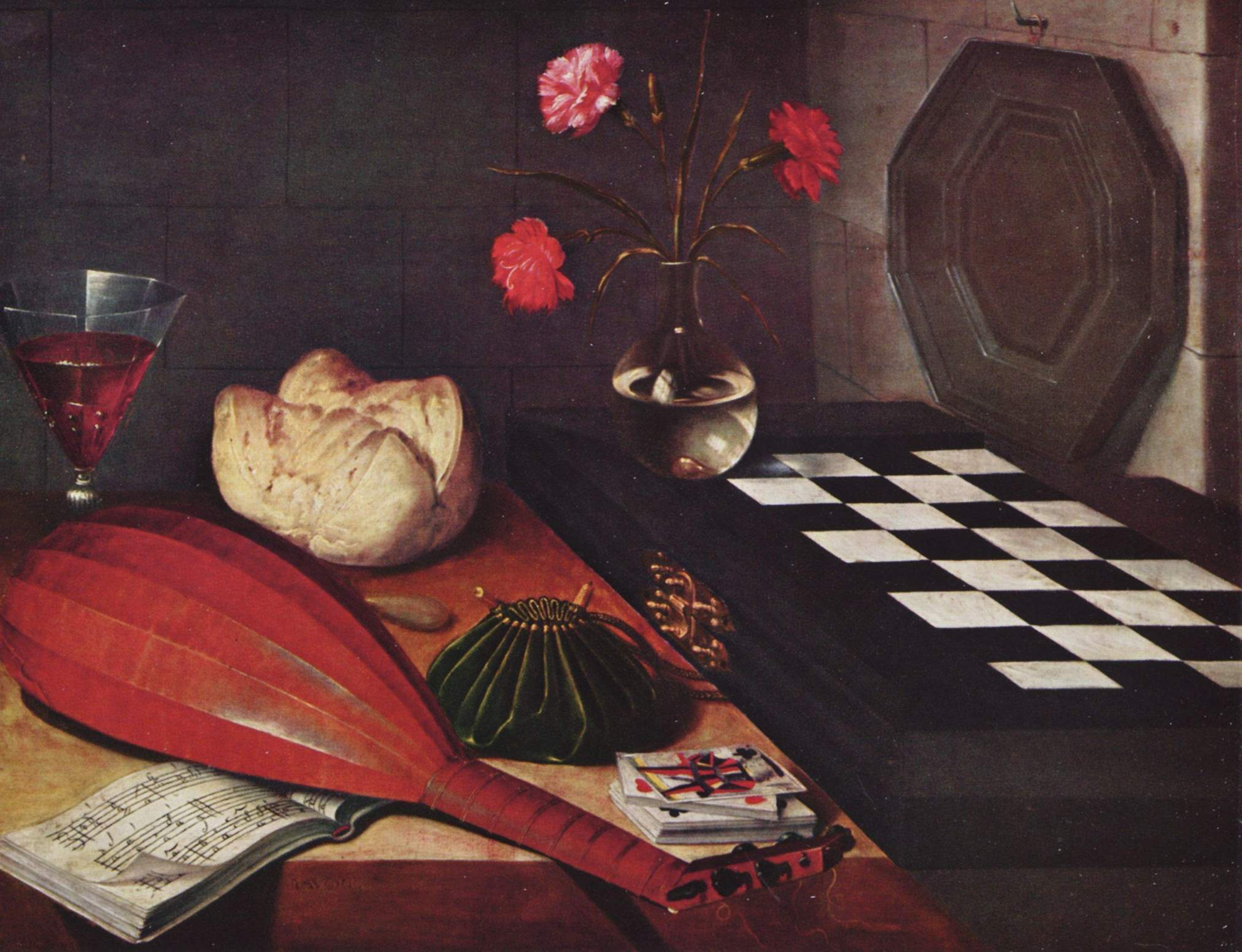
Nature morte à l'échiquier, Lubin Baugin.
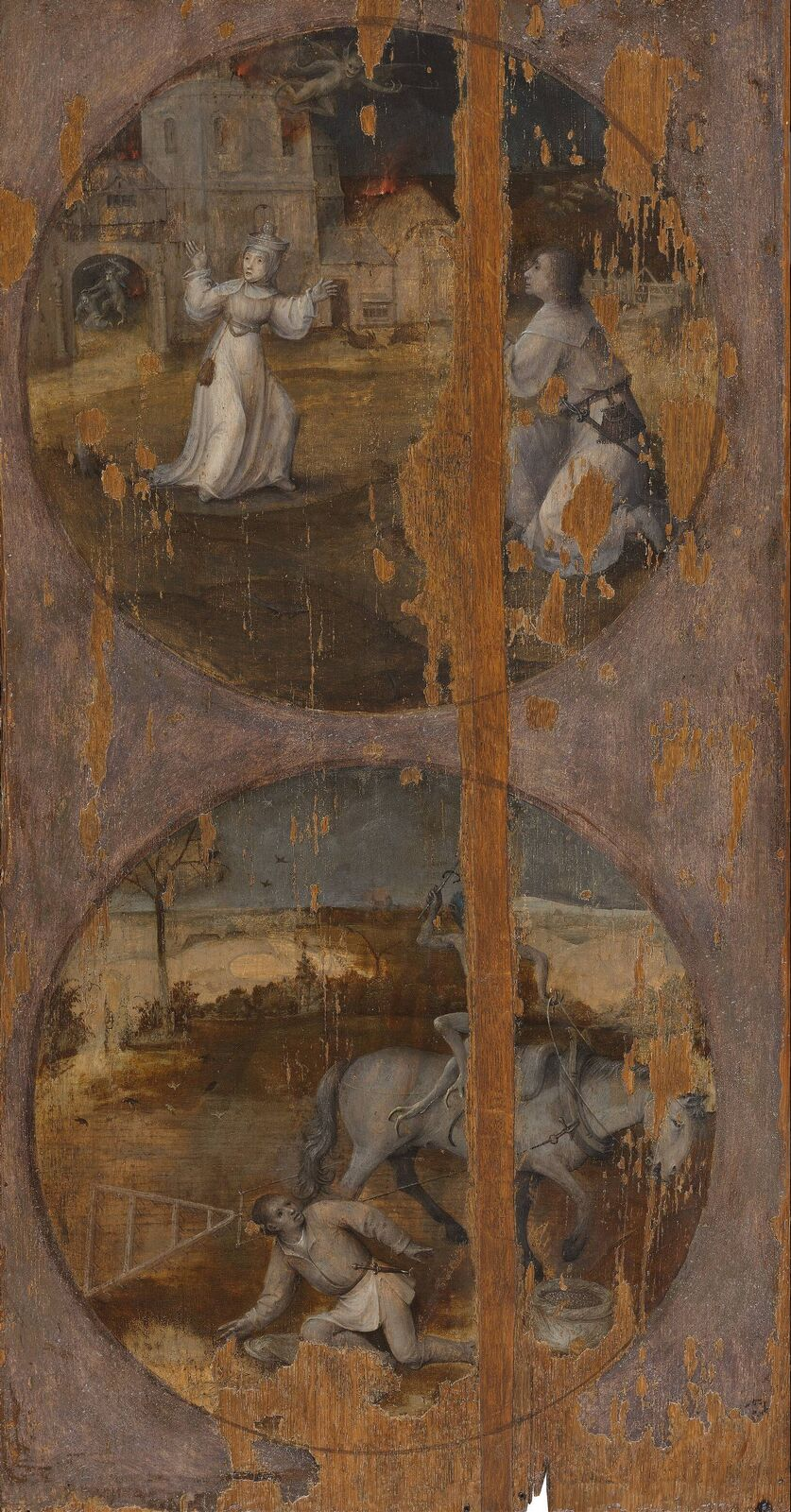
Les Panneaux du Déluge, Jérôme Bosch.

Autres usages de l'aumônière
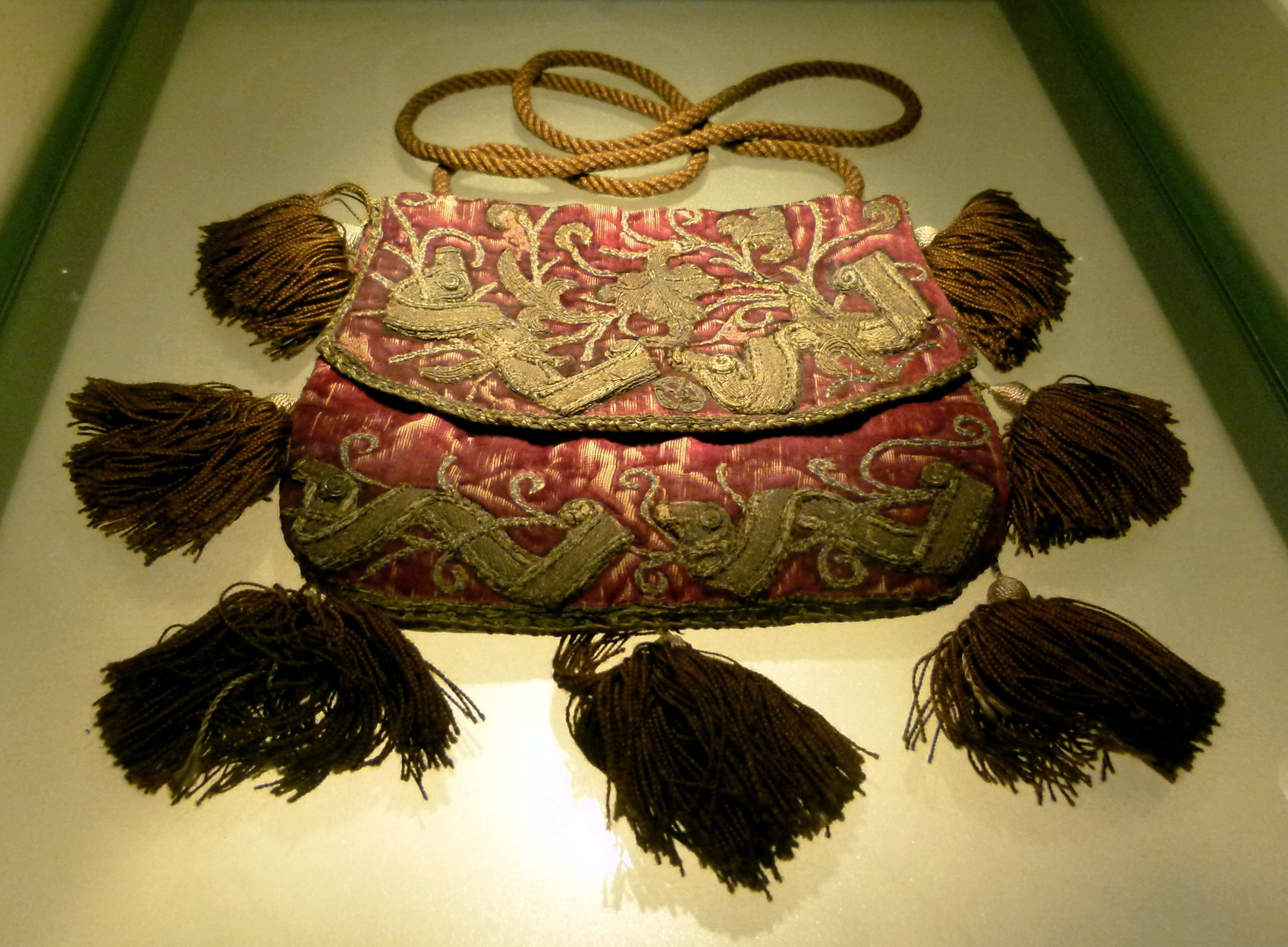
Aumônière-reliquaire, trésor de la basilique Saint-Servais (en) à Maastricht (vers 1180).
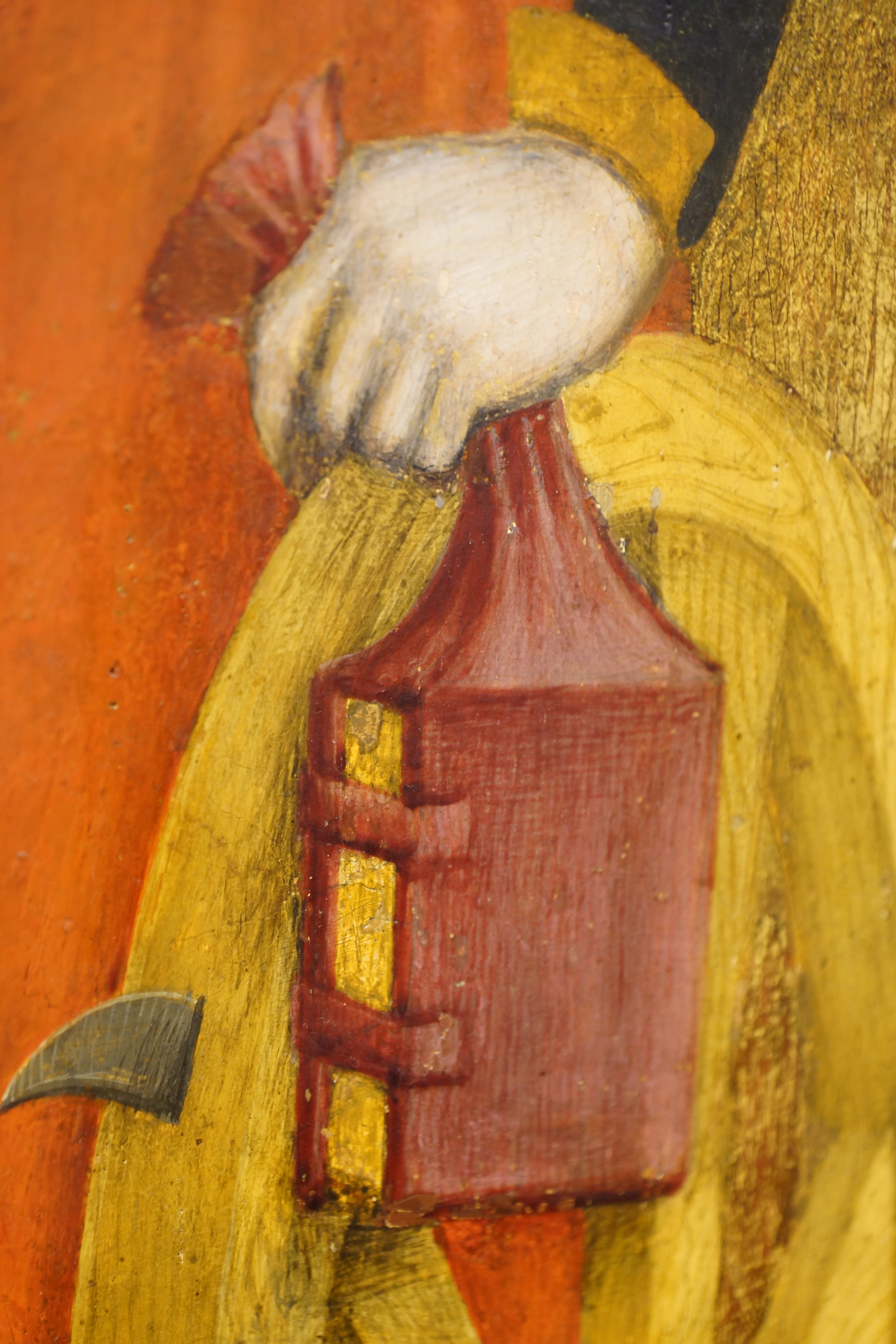
Livre en aumônière, Santa Caterina di Alessandria (détail), Maestro di Crea (XVe siècle).
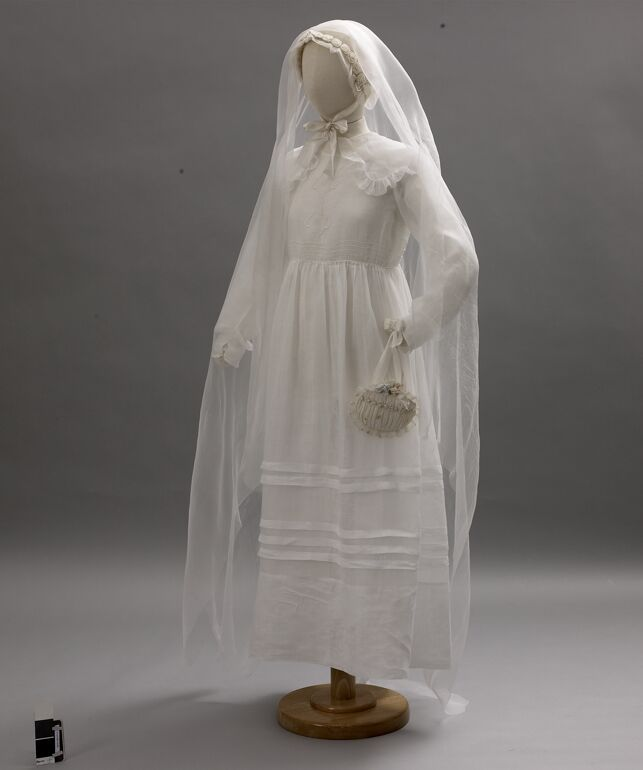
Aumônière d'un costume de première communiante (fin XIXe, début XXe).

Antithèses de l'aumônière
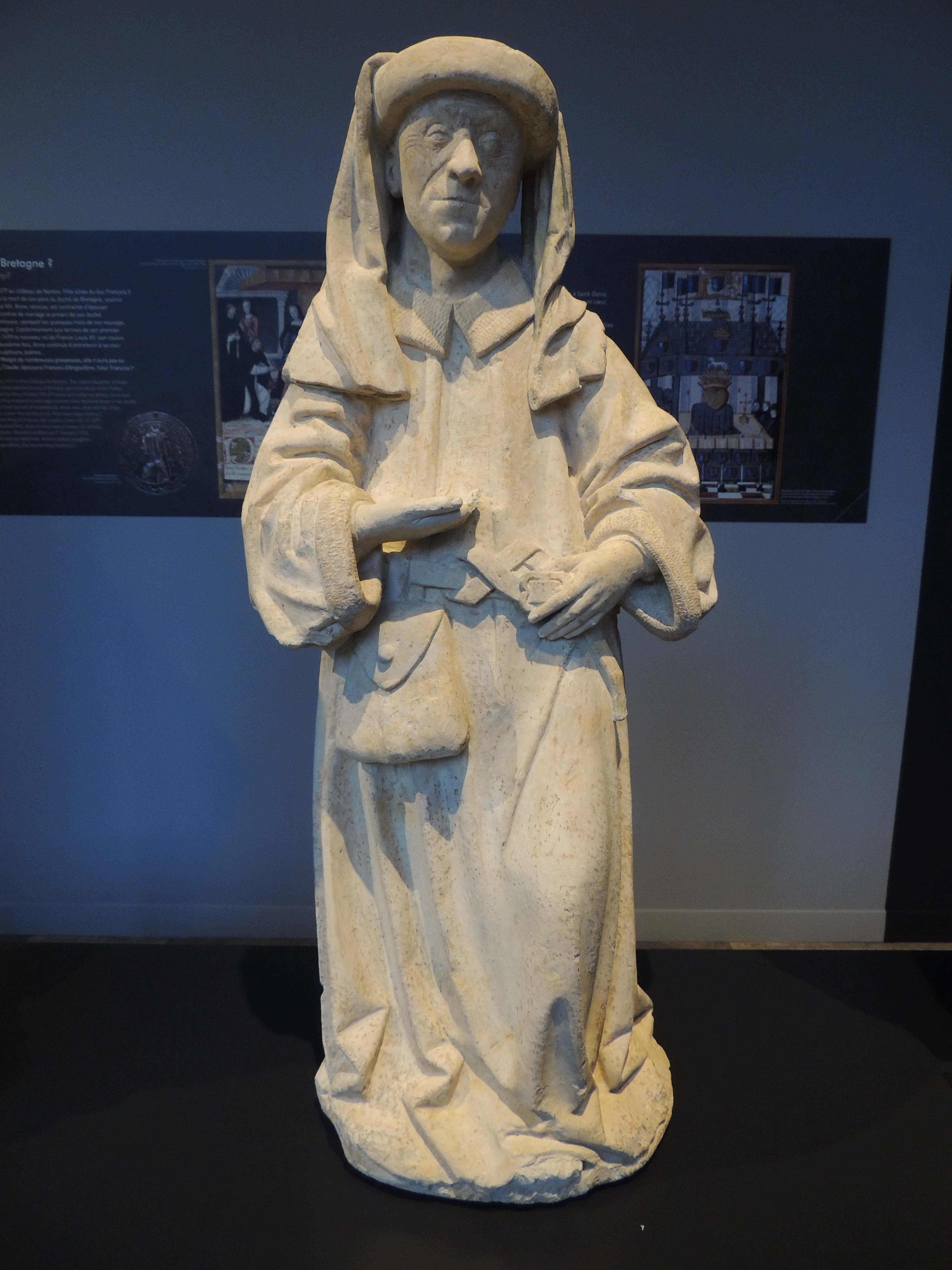
Statue de l'apôtre Matthieu avec sa bourse de collecteur d'impôts, ancien couvent des Carmes de Nantes.
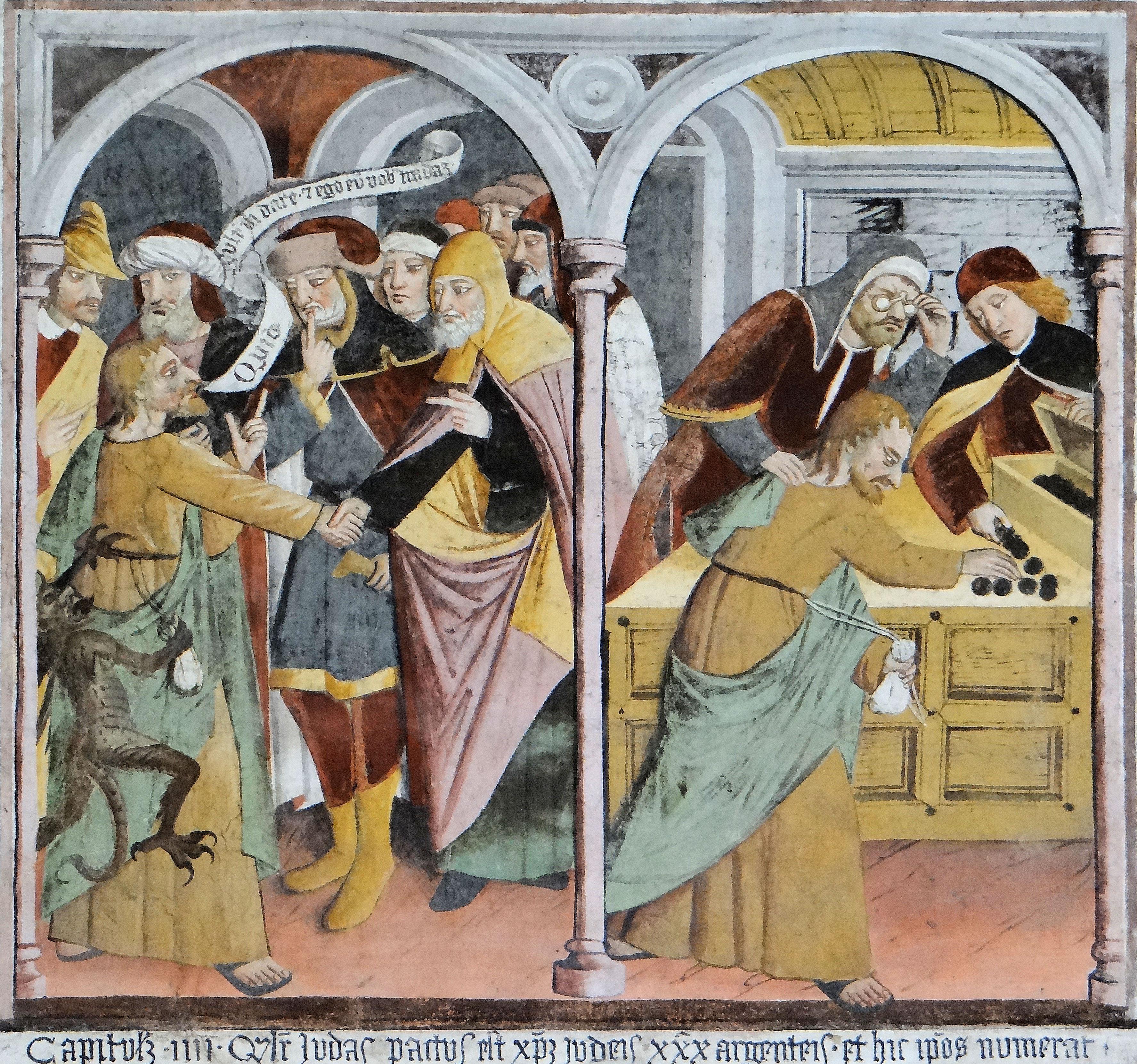
Trahison de Judas pour trente pièces d'argent, fresque de Giovanni Canavesio, chapelle Notre-Dame-des-Fontaines de La Brigue.

## Usage religieux

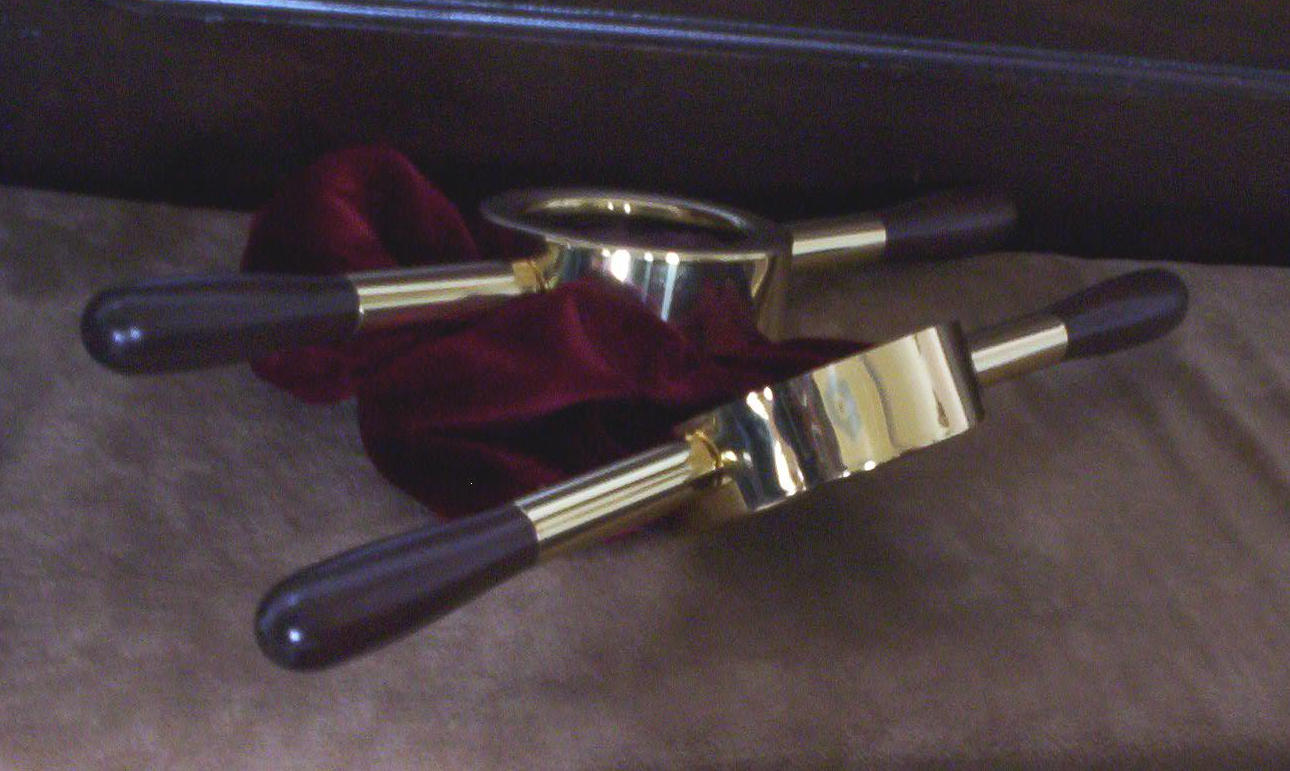
Aumônières de quête modernes d'une communauté protestante.

Le panier de quête a pris différentes formes en fonction des époques et des cultures dans les églises tant catholiques que protestantes. Le panier de quête circule sur tous les bancs sous la responsabilité de laïcs qui le déposent ensuite en sacristie ou au pied de l'autel en signe d'offrande.
Dans l'usage des églises protestantes, la collecte - terme préféré à celui de quête - est faite dans des aumônières, poches en tissu ou velours assez profondes pour y plonger la main, garantissant ainsi la discrétion de ce don anonyme, le quêteur ou les voisins du paroissien ne pouvant pas voir ce que sa main dépose dans le panier de quête. 
Dans certains cas, l'aumônière est équipée de deux poignées en bois permettant de la passer commodément de main en main, mais on la trouve fréquemment fixée au bout d'un long manche en bois permettant au quêteur de présenter l'aumônière à chaque personne depuis l'allée où il se tient. 

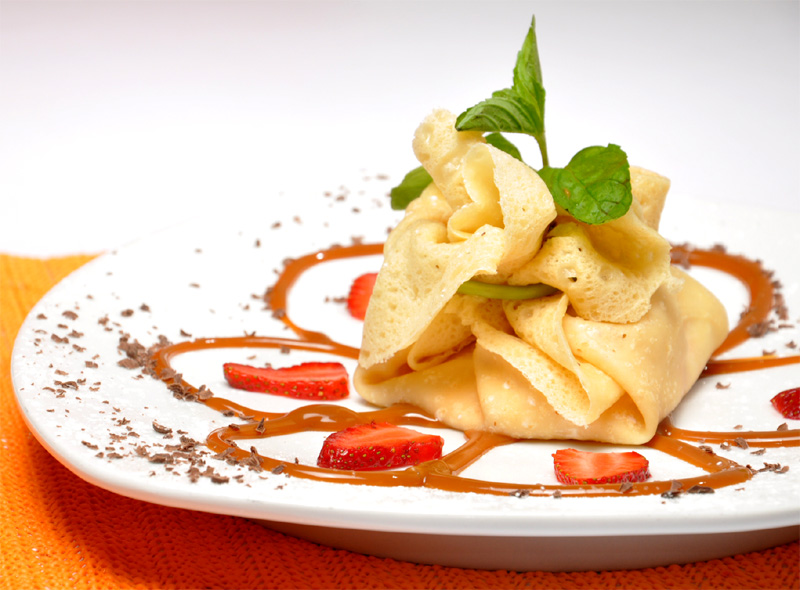
Aumonière en pâte à crêpes, confiture de lait, fraise et copeaux de chocolat.

## Spécialité gastronomique
Par extension, un mets constitué d'une garniture, qui peut être sucrée ou salée, enfermée dans une pâte, qui peut être à crêpe, repliée et fermée par un cordon alimentaire, porte aussi le nom d'aumônière.